# Bjerkvik
Bjerkvik este o localitate din comuna Narvik, provincia Nordland, Norvegia, cu o suprafață de 1,23 km² și o populație de 1.194 locuitori (2013).